# Dani books
dani books ist ein deutscher Comicverlag aus Groß-Gerau.
Jano Rohleder gründete 2012 den Kleinverlag, um die englischsprachigen Sammelbände Don Rosa Classics zu veröffentlichen. Es folgten weitere Comicveröffentlichungen in deutscher Sprache. Das finanzielle Überleben des Verlags wird vorrangig durch die gut laufenden Titel Monster Allergy (seit 2013), Akte X (seit 2013) und Isnogud (seit 2015) gesichert. 2021 kündigte der Verlag an, erstmals auch Mangas zu veröffentlichten und reihte sich damit in die wachsende Zahl deutscher Manga-Verlage ein. Im April 2022 erschien dann mit Neck mich nicht, Nagatoro-san die erste Manga-Serie bei dani books. 

## Veröffentlichungen (Auswahl)
- Don Rosa Classics (2012)
- Akte X (seit 2013)
- Monster Allergy (seit 2013)
- Isnogud (seit 2015)
- Velvet (seit 2015)
- Danger Girl (seit 2013)
- Katzen! (seit 2014)
- Drei Engel für Charlie (2021)
- Neck mich nicht, Nagatoro-san (seit 2022)
- Miss Kobayashi's Dragon Maid (seit 2022)